# Samuel de Ani
Samuel de Ani (em armênio: Սամվէլ Անեցի; romaniz.: Սամվէլ Անեցի; nascido por volta de 1100 e falecido por volta de 1180) foi um historiador e cronista armênio do século XII.

## Vida
Samuel nasceu provavelmente em Ani, antiga capital do Reino da Armênia bagrátida, por volta de 1100. Este cronista, de quem pouco se sabe, era discípulo de João, o Filósofo. Atuou como padre secular em Ani e morreu por volta de 1180.

## Obra
Samuel é conhecido pela sua História ou Crônica Universal, obra na qual é o primeiro autor armênio a utilizar a cronografia: os acontecimentos, desde Noé até ao ano 626 da era armênia (5 de fevereiro de 1177 – 6 de fevereiro de 1178), são apresentados em forma de tabelas e registros cronológicos. Para isso, retoma e adapta autores anteriores, incluindo em particular Eusébio de Cesareia. É repetido por Ciríaco de Ganzaca e Mequitar de Ani. A obra de Samuel de Ani foi continuada por um anônimo até o ano de 789 da era armênia (27 de dezembro de 1339 a 25 de dezembro de 1340).